# Franz Pfeifer
Franz Pfeifer, plným jménem Franz Julius Pfeifer (12. října 1832 Rumburk – 13. února 1897 Praha), byl rakouský a český zemědělský podnikatel, agronom a politik německé národnosti, v 2. polovině 19. století poslanec Českého zemského sněmu a Říšské rady.

## Biografie
Pocházel z vlivné českoněmecké rodiny. Jeho otcem byl průmyslník Franz Pfeifer starší (1806–1845). Bratr Julius Anton Pfeifer (1834–1906) působil rovněž jako průmyslový podnikatel. Synovec Heinrich Pfeifer (1862–1936) působil coby nakladatel, tělovýchovný aktivista a politik. Další synovec Julius Pfeifer (1864–1934) podnikal v průmyslu. Spřízněn byl i s podnikatelem Johannem Josefem Münzbergem (jeho manželkou byla Johanna rozená Münzberg, dcera J. Münzberga). Švagrem Franze Pfeifera byl českoněmecký politik Franz Klier (1819–1884). Měl tři syny; Franz Pfeifer byl inženýrem a majitelem cihelny v Praze, Victor Pfeifer působil jako lékař ve Vídni a Robert Pfeifer se koncem století uvádí jako posluchač vídeňské zemědělské vysoké školy.
Franz Pfeifer vychodil reálnou školu v České Lípě. Vystudoval pražskou polytechniku, kde se coby student zapojil do dění v revolučním roce 1848. V letech 1849–1861 působil v rakouské armádě, hned zpočátku se účastnil tažení v Uhersku, kde onemocněl cholerou a jeho stav již byl považován za beznadějný. Ovšem díky fyzické odolnosti se z nemoci vyléčil. V roce 1854 byl účasten krymské války a roku 1859 tažení v Itálii. Z armády odešel v hodnosti nadporučíka. Věnoval se pak správě svého zemědělského statku v Újezdu nade Mží, který se brzy stal vzorovým zemědělským podnikem. Zaváděl zde moderní agronomické postupy. V roce 1862 zavedl jako první na Plzeňsku používání anglického žacího stroje. Zřídil továrnu na líh a kvasnice. Pro své zaměstnance postavil dělnické domky. Angažoval se i ve veřejném a politickém životě. V roce 1863 založil v Tuškově okresní zemědělský a lesnický spolek. V roce 1868 zde založil spořitelnu a záložnu, kterou sám vedl. Byl okresním starostou v Touškově. Již v roce 1865 mu Město Touškov udělilo čestné občanství. V domovském Újezdu vykonával funkci místního školního inspektora a zasadil se zde o výstavbu nové školy.
Ve volbách roku 1879 byl zvolen do Říšské rady (celostátní zákonodárný sbor). Zastupoval velkostatkářskou kurii.
Národní listy ho uváději jako státoprávně (pročesky) orientovaného konzervativního velkostatkáře, ovšem seznam nově zvolených poslanců v listu Das Vaterland ho naopak řadí mezi ústavověrného (centralistické, provídeňské) poslance. Na Říšské radě se v říjnu 1879 uvádí jako člen staroněmeckého Klubu liberálů (Club der Liberalen). Ve vídeňském parlamentu byl aktivní zejména v živnostenské komisi. Sám byl dlouholetým členem plzeňské obchodní a živnostenské komory. V 70. letech 19. století také zastával funkci náhradníka v zemské komisi pro revizi pozemkové daně.
Kromě toho byl aktivní i v zemské politice. Ve volbách v roce 1872 byl zvolen ve velkostatkářské kurii (nesvěřenecké velkostatky) do Českého zemského sněmu. Mandát zde obhájil i ve volbách v roce 1878. Uvádí se jako člen Strany ústavověrného velkostatku (provídeňsky, centralisticky orientovaná platforma, odmítající české státoprávní aspirace). Patřil mezi nejaktivnější poslance a pracoval zejména v komisi pro okresní a obecní záležitosti a od roku 1877 v zemské zemědělské radě (od roku 1880 v jejím užším výboru). Ve volbách v roce 1883 byl ústavověrný velkostatek poražen federalisticky orientovanou Stranou konzervativního velkostatku a Pfeifer tak svůj mandát ztratil.
Do zemského sněmu se po delší přestávce vrátil ještě ve volbách v roce 1895, nyní za kurii venkovských obcí (obvod Teplice, Duchcov, Bílina). Uvádí se jako německý liberál (Německá pokroková strana).
Byl předákem českoněmeckých hospodářských a zemědělských sdružení. Předsedal Německému ústřednímu svazu pro Čechy a spoluzakládal a vedl Ústřední svaz německých zemědělských společenství. Podílel se na rozdělení zemské zemědělské rady na německou a českou sekci a až do své smrti pak byl předsedou německé sekce. Měl velký podíl na zřízení Dělnické úrazové pojišťovny pro Čechy (od roku 1889 byl jejím prezidentem). Zastával i další posty ve vedení průmyslových podniků. Byl prezidentem akciových cukrovarů v Žatci a Kryrech, členem správní rady České banky Union nebo České severní dráhy.
Za své zásluhy získal Řád železné koruny III. třídy. Zemřel v únoru 1897 po několikaměsíční těžké nemoci.